# نوووایر
نوووایر (به انگلیسی: Novoair) یک شرکت هواپیمایی با کد یاتا VQ است که در تاریخ ۲۰۱۲ میلادی تأسیس شده و در تاریخ ۹ ژانویه ۲۰۱۳ فعالیتش را آغاز کرده‌است. دفتر مرکزی نوووایر در داکا، بنگلادش واقع شده‌است و قطب این شرکت هواپیمایی در فرودگاه بین‌المللی شاه‌جلال قرار دارد و به ۵ مقصد، پرواز مستقیم انجام می‌دهد.